# Otto von Stetten
Otto von Stetten (Bamberg, 16. ožujka 1862. – Schliersee, 7. kolovoza 1937.) je bio njemački general i vojni zapovjednik. Tijekom Prvog svjetskog rata zapovijedao je II. bavarskim korpusom na Zapadnom bojištu. 

## Vojna karijera
Otto von Stetten rođen je 16. ožujka 1862. u Bambergu. Sin je Friedricha von Stetten i Adele Hohe. U bavarsku vojsku stupio je još kao maloljetnik u listopadu 1879. služeći u 3. lakokonjičkoj pukovniji. Od 1889. pohađa vojnu konjičku školu, nakon čega školovanje nastavlja pohađajući od 1891. Bavarsku vojnu akademiju. Po završetku vojne akademije 1894. godine s činom poručnika u koji je promaknut u srpnju 1891. vraća se na službu u 3. lakokonjičku pukovniju. U travnju 1895. premješten je na službu u bavarski Glavni stožer, dok od travnja 1896. obnaša dužnost osobnog pobočnika bavarskog prijestolonasljednika princa Rupprechta. Te iste godine unaprijeđen je u čin konjičkog satnika. Od studenog 1899. služi kao zapovjednik eskadrona u 2. lakokonjičkoj pukovniji, da bi potom od rujna 1901. služio u stožeru 2. bavarske pješačke divizije.
U listopadu 1902. Stetten je promaknut u čin bojnika. Godine 1904. odlazi u Japan gdje od veljače 1904. do rujna 1905. sudjeluje u Rusko-japanskom ratu boreći se na japanskoj strani. Po povratku u Njemačku u listopadu 1905. postaje načelnikom stožera II. bavarskog korpusa koji je imao sjedište u Münchenu. U kolovozu 1906. unaprijeđen je u čin potpukovnika, dok u srpnju 1908. postaje zapovjednikom 2. bavarske konjičke pukovnije. U kolovozu te iste godine promaknut je u čin pukovnika, da bi u ožujku 1909. postao zapovjednikom 5. bavarske konjičke brigade kojom zapovijeda do ožujka 1910. kada preuzima zapovjedništvo nad 1. bavarskom konjičkom brigadom. U listopadu 1911. unaprijeđen je u čin general bojnika, dok od ožujka 1912. obnaša dužnost načelnika odjela u bavarskom ministarstvu rata. U ožujku 1913. Stetten je imenovan glavnim inspektorom bavarske konjice zamijenivši na tom mjestu Rudolfa von Frommela. U prosincu 1913. promaknut je u čin general poručnika.

## Prvi svjetski rat
Na početku Prvog svjetskog rata Stetten postaje zapovjednikom Bavarske konjičke divizije koja se na Zapadnom bojištu nalazila u sastavu 6. armije kojom je zapovijedao bavarski princ Rupprecht. Zapovijedajući navedenom divizijom Stetten sudjeluje u Bitci u Loreni. Početkom studenog 1914. Stetten je imenovan privremenim zapovjednikom II. bavarskog korpusa kojim je do tada zapovijedao Karl von Martini. U rujnu 1916. odlikovan je ordenom Pour le Mérite, dok je u siječnju 1917. promaknut u čin generala konjice kada je konačno i službeno postao zapovjednikom II. bavarskog korpusa. Stetten je II. bavarskim korpusom zapovijedao do travnja 1918. kada je morao odstupiti s mjesta zapovjednika na kojem mjestu ga je zamijenio Konrad Krafft von Dellmensingen.

## Poslije rata
Stetten do kraja rata nije dobio novo zapovjedništvo. Preminuo je 7. kolovoza 1937. godine u 76. godini života u Schlierseeu. Od 1915. bio je oženjen s Mariom von Weinbach. Vojarna njemačke vojske u Oberwiesenfeldu njemu u čast nosi njegovo ime.

## Vanjske poveznice
(eng.) Otto von Stetten na stranici Prussianmachine.com

(njem.) Otto von Stetten na stranici Deutschland14-18.de  Arhivirana inačica izvorne stranice od 4. ožujka 2016. (Wayback Machine)